# Saint-Aubin-du-Thenney
Saint-Aubin-du-Thenney ist eine französische Gemeinde mit 350 Einwohnern (Stand: 1. Januar 2022) im Département Eure in der Region Normandie (vor 2016 Haute-Normandie); sie gehört zum Arrondissement Bernay und zum Kanton Breteuil. Die Einwohner werden Saint-Aubinois genannt.

## Geographie
Saint-Aubin-du-Thenney liegt etwa 13 Kilometer südwestlich von Bernay. Umgeben wird Saint-Aubin-du-Thenney von den Nachbargemeinden Capelle-les-Grands im Norden, Grand-Camp im Nordosten, Broglie im Osten, La Chapelle-Gauthier im Süden sowie Saint-Jean-du-Thenney im Westen.

## Bevölkerungsentwicklung
| Jahr                       | 1962 | 1968 | 1975 | 1982 | 1990 | 1999 | 2006 | 2019 |
| Einwohner                  | 357  | 345  | 307  | 329  | 300  | 322  | 339  | 380  |
| Quellen: Cassini und INSEE |      |      |      |      |      |      |      |      |